# هواديان
هواديان (بالصينية: 桦甸市) هي مدينة على مستوى مقاطعة، في الصين، تقع في مدينة جيلين، ومدينة جيلين، وجيلين، بلغ عدد سكانها 455,339 نسمة وذلك حسب إحصائيات سنة 2010، تبلغ مساحتها 4,554 كيلومتر مربع، رمزها البريدي هو 132400.

## المناخ
يظهر الجدول التالي التغييرات المناخية على مدار السنة لهواديان:
| البيانات المناخية لـهواديان        | البيانات المناخية لـهواديان | البيانات المناخية لـهواديان | البيانات المناخية لـهواديان | البيانات المناخية لـهواديان | البيانات المناخية لـهواديان | البيانات المناخية لـهواديان | البيانات المناخية لـهواديان | البيانات المناخية لـهواديان | البيانات المناخية لـهواديان | البيانات المناخية لـهواديان | البيانات المناخية لـهواديان | البيانات المناخية لـهواديان | البيانات المناخية لـهواديان |
| الشهر                              | يناير                       | فبراير                      | مارس                        | أبريل                       | مايو                        | يونيو                       | يوليو                       | أغسطس                       | سبتمبر                      | أكتوبر                      | نوفمبر                      | ديسمبر                      | المعدل السنوي               |
| ---------------------------------- | --------------------------- | --------------------------- | --------------------------- | --------------------------- | --------------------------- | --------------------------- | --------------------------- | --------------------------- | --------------------------- | --------------------------- | --------------------------- | --------------------------- | --------------------------- |
| الدرجة القصوى °م (°ف)              | 4.9 (40.8)                  | 13.4 (56.1)                 | 17.5 (63.5)                 | 30.2 (86.4)                 | 33.6 (92.5)                 | 34.5 (94.1)                 | 36.3 (97.3)                 | 33.5 (92.3)                 | 30.7 (87.3)                 | 29.0 (84.2)                 | 19.5 (67.1)                 | 9.7 (49.5)                  | 36.3 (97.3)                 |
| متوسط درجة الحرارة الكبرى °م (°ف)  | −9.5 (14.9)                 | −4.7 (23.5)                 | 3.5 (38.3)                  | 14.2 (57.6)                 | 21.3 (70.3)                 | 25.5 (77.9)                 | 27.6 (81.7)                 | 26.6 (79.9)                 | 21.4 (70.5)                 | 13.5 (56.3)                 | 2.5 (36.5)                  | −6.2 (20.8)                 | 11.3 (52.4)                 |
| المتوسط اليومي °م (°ف)             | −17.9 (−0.2)                | −12.9 (8.8)                 | −2.5 (27.5)                 | 7.1 (44.8)                  | 14.3 (57.7)                 | 19.4 (66.9)                 | 22.5 (72.5)                 | 21.1 (70.0)                 | 14.2 (57.6)                 | 6.1 (43.0)                  | −3.9 (25.0)                 | −13.5 (7.7)                 | 4.5 (40.1)                  |
| متوسط درجة الحرارة الصغرى °م (°ف)  | −25.1 (−13.2)               | −20 (−4)                    | −8.4 (16.9)                 | 0.6 (33.1)                  | 7.6 (45.7)                  | 14.2 (57.6)                 | 18.2 (64.8)                 | 16.8 (62.2)                 | 8.7 (47.7)                  | 0.3 (32.5)                  | −8.9 (16.0)                 | −19.6 (−3.3)                | −1.3 (29.7)                 |
| أدنى درجة حرارة °م (°ف)            | −44.1 (−47.4)               | −37 (−35)                   | −31 (−24)                   | −12.8 (9.0)                 | −5.3 (22.5)                 | 5.4 (41.7)                  | 11.0 (51.8)                 | 4.6 (40.3)                  | −3.4 (25.9)                 | −13.1 (8.4)                 | −29.2 (−20.6)               | −39.1 (−38.4)               | −44.1 (−47.4)               |
| الهطول مم (إنش)                    | 8.5 (0.33)                  | 9.1 (0.36)                  | 17.7 (0.70)                 | 39.2 (1.54)                 | 68.0 (2.68)                 | 117.5 (4.63)                | 194.8 (7.67)                | 148.1 (5.83)                | 70.6 (2.78)                 | 39.0 (1.54)                 | 23.1 (0.91)                 | 12.6 (0.50)                 | 748.2 (29.47)               |
| متوسط أيام هطول الأمطار (≥ 0.1 mm) | 7.6                         | 6.8                         | 7.8                         | 10.0                        | 12.9                        | 14.9                        | 17.5                        | 14.2                        | 11.5                        | 9.4                         | 9.1                         | 8.5                         | 130.2                       |
| المصدر: Weather China              |                             |                             |                             |                             |                             |                             |                             |                             |                             |                             |                             |                             |                             |

## التقسيمات الإدارية
- Erdaodianzi  [لغات أخرى]‏.